# Comuna de Tomaszów Lubelski
Tomaszów Lubelski (polaco: Gmina Tomaszów Lubelski) é uma gminy (comuna) na Polónia, na voivodia de Lublin e no condado de Tomaszowski (lubelski). A sede do condado é a cidade de Tomaszów Lubelski.
De acordo com os censos de 2004, a comuna tem 10 909 habitantes, com uma densidade 63,9 hab/km².

## Área
Estende-se por uma área de 170,78 km², incluindo:
- área agrícola: 67%
- área florestal: 27%

## Demografia
Dados de 30 de Junho 2004:
|                      | Total   | Total | Mulheres | Mulheres | Homens  | Homens |
| -------------------- | ------- | ----- | -------- | -------- | ------- | ------ |
|                      | pessoas | %     | pessoas  | %        | pessoas | %      |
| População            | 10 909  | 100   | 5468     | 50,1     | 5441    | 49,9   |
| Densidade (pop./km²) | 63,9    | 100   | 32       | 32       | 31,9    | 31,9   |

De acordo com dados de 2002, o rendimento médio per capita ascendia a 890,38 zł.

## Subdivisões
- Chorążanka, Dąbrowa, Górno, Jeziernia, Justynówka, Klekacz, Łaszczówka, Łaszczówka-Kolonia, Majdan Górny, Majdanek, Nowa Wieś, Pasieki, Podhorce, Przecinka, Przeorsk, Rabinówka, Rogóźno, Rogóźno-Kolonia, Ruda Wołoska, Ruda Żelazna, Sabaudia, Szarowola, Typin, Ulów, Wieprzowe Jezioro, Zamiany.

## Comunas vizinhas
- Bełżec, Jarczów, Krasnobród, Lubycza Królewska, Narol, Rachanie, Susiec, Tarnawatka, Tomaszów Lubelski